# Полусвет (сериал)
Полусвет (англ. Demimonde) — отменённый американский телесериал, премьера которого была запланирована на HBO . Создателем и продюсером стал Джей Джей Абрамс.

## Сюжет
Сюжет сериала описан как «эпическая и интимная научно-фантастическая драма». История должна быть «сосредоточена вокруг битвы мира против чудовищной, деспотической силы».

## Производство

### Разработка
1 февраля 2018 года было объявлено, что компания HBO разрабатывает сериал, создателем которого станет Джей Джей Абрамс. Продюсировать сериал будут компании Bad Robot Productions и Warner Bros. Television 28 июня 2018 года Баш Доран стала исполнительным продюсером и шоураннером сериала. 24 июля 2019 года Баш Доран покинула проект, её сменили Кира Снайдер, Рэнд Рэвич и Фар Шариат.

### Отмена
В июне 2022 года канал HBO официально отменил разработку научно-фантастического сериала «Полусвет». Это произошло из-за разногласий по поводу бюджета.
Решение было принято после нескольких недель обсуждений между Абрамсом, его компанией Bad Robot и Warner Bros. HBO пытался сократить расходы, но Bad Robot продолжала требовать бюджет, который, по слухам, составлял около 200 млн долларов, и не соглашалась на его сокращение.